# Dorota Kamińska

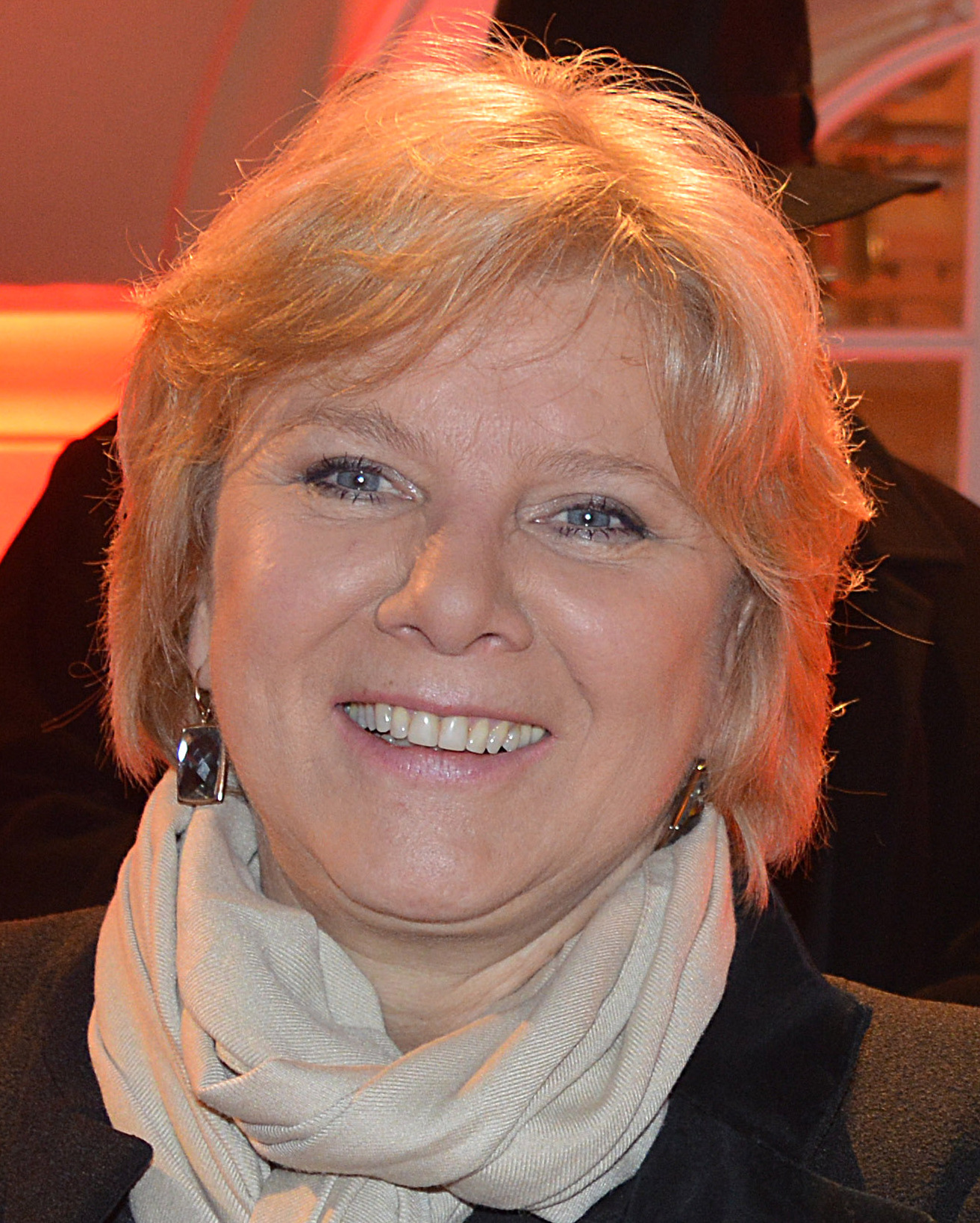
Dorota Kamińska im Jahr 2017

Dorota Kamińska (* 7. Juni 1955 in Warschau, Polen) ist eine polnische Schauspielerin.

## Leben
Dorota Kamińska wurde 1955 in Warschau geboren. Sie studierte Schauspiel an der Aleksander-Zelwerowicz-Theaterakademie Warschau und machte 1979 ihren Abschluss und begann anschließend im Ensemble des Warschauer Studio-Theaters. 1980 gab sie ihr Theaterdebüt, sie blieb dann bis 1998 an dem Haus. In den 1990er Jahren betätigte sich Kamińska auch als Filmjournalistin und moderiert unter anderem die Sendung Oscar beim Fernsehsender Polsat. Sie spielt auch in Film- und Fernsehproduktionen, ihr Schaffen umfasst um die 50 Produktionen. 2005 wurde sie für ihre Rolle in dem Film Pręgi beim Polnischen Filmpreis in der Kategorie Beste Nebendarstellerin nominiert.

## Filmografie
- 1977: Tarnfarben (Barwy ochronne)
- 1983: Zycie Kamila Kuranta
- 1986: Problemat profesora Czelawy
- 1990: Die Geburtstagsreise (Kaj's fødselsdag)
- 2002: Wiedzmin
- 2004: Pręgi
- 2005: Doskonale popoludnie